# 陸崑 (弘治進士)
陸崑（1465年—？），字如崑，一字如玉，號玉厓，浙江承宣布政使司湖州府歸安縣（今浙江省湖州市）人，明朝政治人物，官至監察御史。

## 生平
弘治五年（1492年）壬子科浙江乡试第七十五名举人，弘治九年（1496年）丙辰科会试第一百九十名，三甲九十二名進士。授清豐縣知縣，经举荐升任南京河南道监察御史。明武宗继位，上疏陳重風紀八事。当时八虎乱政，陸崑与十三道御史薄彥徽、葛浩、貢安甫、王蕃、史良佐、李熙、任諾、姚學禮、張鳴鳳、蔣欽、曹閔、黃昭道、王弘、蕭乾元等联名上疏请求罢免太监馬永成、魏彬、劉瑾、傳興、羅祥、谷大用等人，当时疏至，朝廷事变，内阁大臣劉健、謝遷被罢免，御史薄彥徽再次上疏请求留用两人，而得罪馬永成、劉瑾等宦官，被逮捕下诏狱除名。当时江西清軍御史王良臣听聞陸崑等被逮，馳疏请救，一并被逮捕下詔獄，贬为民。正德二年（1507年）刘瑾等列奸黨五十三人，陸崑、薄彥徽等人均在其中。刘瑾被诛，恢复陸崑官职。明世宗初年，起用陸崑，未成行即卒。

## 家族
曾祖陸順；祖父陸敬；父陸震，泸州知州。母毛氏。永感下。弟陸崙、陸嵩（同科進士）、陸崗。